# 伊凡·亨特
伊凡·亨特（Evan Hunter，1926年10月15日—2005年7月6日）是美國著名編劇及偵探小說作家。伊凡出生於一個意大利移民家庭，原名薩爾瓦多·盧比諾（Salvatore Albert Lombino），自小在哈林區長大，高中時獲得獎學金入讀柯柏聯盟學院。後來二戰爆發，亨特參軍，在部隊中他開始創作短篇小說，但當時的作品都沒有出版。二戰結束後，亨特接觸過不同類型的工作，包括教師，後來他將自己當教師的經驗寫成一部半自傳小說《黑板叢林》，他又當過文學經紀人，與大作家亞瑟·查理斯·克拉克、佩勒姆·格倫維爾·伍德豪斯及波爾·安德森等人共事。1951年，他正式創作了第一部短篇小說，名叫《歡迎火星》，翌年，他為了更迎合美國市場，將自己帶有意大利風格的名字改為伊凡·亨特，以他曾就讀過的兩間學校來命名。亨特開始在文壇顯露頭角，並以不同的筆名創作，其中最為人熟識的是艾德·麥克班恩（Ed McBain），他以艾德·麥克班恩推出了第87分局系列警探小說，自1956年首部推出後，橫跨50載，至亨特死前仍然創作，共推出近50部作品。除小說創作外，他亦曾經涉獵編劇，1960年代，他就為亞弗列·希治閣改編達夫妮·杜穆里埃的小說成為鳥。故此，亨特多年來多次獲提名愛倫坡獎，1986年，亨特榮獲美國推理作家協會頒發大師獎，1998年，他被授予卡迪亞鑽石匕首獎，以表揚他畢生在推理小說範疇上的貢獻，這是英國犯罪作家協會首次把這一榮譽授予一位美國作家。2005年，伊凡·亨特因喉癌在家中逝世，終年78歳。

## 影响
日本刑侦剧《向太阳怒吼！》的制片人冈田晋吉、梅浦洋一和编剧小川英在该剧“原作”一职使用共同笔名“魔久平”（日语： Ma Kubei），该笔名即来自“麦克班恩”的日语读法“ Makubein”。